# Abd al-Malik ibn Abd al-Aziz al-Mansur al-Mudhaffar

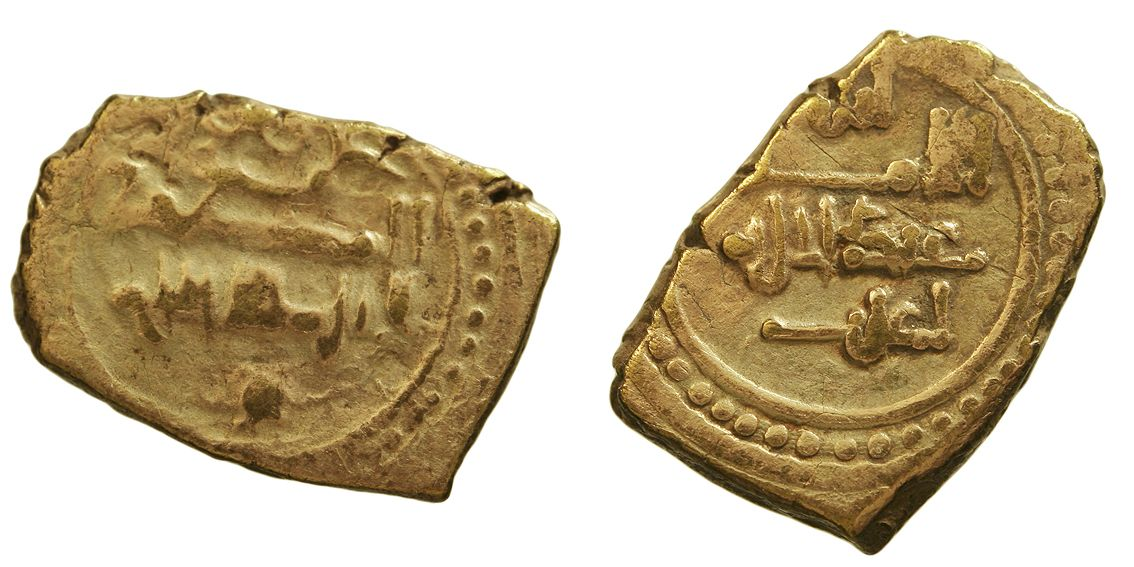
Moneda de Abd-al-Malik al-Mudhaffar.

Abd-al-Malik ibn Abd-al-Aziz al-Mudhaffar (en árabe عبد الملك بن عبد العزيز المظفر, ʿAbd al-Malik ibn ʿAbd al-ʿAzīz al-Muẓaffar) fue rey de Valencia (1061-1065). Hijo de Abd-al-Aziz ibn Abd-ar-Rahman al-Mansur, le sucedió al morir.
El cronista Ibn Hayyan hizo de él una descripción muy negativa, tachándolo de hombre poco religioso, negligente y aficionado al vino.
En 1063 los Banu Tahir, gobernadores de Murcia, se declararon independientes.
En la primavera de 1065, fue atacado por Fernando I de León, que asedió la ciudad de Valencia; Al-Mudhaffar contó en la defensa de la ciudad con la ayuda de su suegro, el emir de Toledo, Yahya ibn Ismaíl al-Mamún, y los leoneses finalmente abandonaron el cerco y se retiraron; los valencianos emprendieron su persecución. Durante la retirada leonesa, las fuerzas perseguidoras de Al-Mudhaffar sufrieron una grave derrota en la batalla de Paterna. Al-Mamún se volvió contra su yerno con la connivencia del primer ministro valenciano Ibn Rawbax y lo destronó, incorporando Valencia a sus dominios y dejando a Ibn Rawbax como gobernador.